# Глинище (Гомельская область)
Гли́нище (бел. Глі́нішча) — агрогородок в Хойникском районе Гомельской области Беларуси. Административный центр Алексичского сельсовета.

## География

### Расположение
В 26 км на запад от районного центра Хойники и железнодорожной станции в этом городе, расположенной на ветке Василевичи — Хойники, отходящей от линии Брест — Гомель, в 133 км от Гомеля.

### Гидрография
На севере мелиоративные каналы, связанные с рекой Припять (приток реки Днепр).

## История
По письменным источникам известна с XVI века в составе Мозырского повета Минского воеводства Великого княжества Литовского. В первом томе «Вялікага гістарычнага атласа Беларусі» первое упоминание о деревне Глин датировано 1591 г. 30 августа 1658 г., королевским листом было подтверждено право на ленное владение имениями Алексичи и Глинище мозырскому хорунжему Григорию Круневичу (bona Olexicze et Hliniszcze; Алексичами паны Круневичи владели с 1568 г., а Глинище — один из алексичских выселков). В 1796 г. «село Глинище с двором Станиславовым» принадлежало мозырскому чашнику Станиславу Оскерко*. Упомянута каплица Юровичского парафиального костёла. После второго раздела Речи Посполитой в 1793 году в составе Российской империи.
Имение Глинище принадлежало роду Оскерко до конца 1917 г. В пореформенный период деревня относилась к Юровичской волости Речицкого уезда Минской губернии. Под 1879 годом упоминается в числе селений Алексичского церковного прихода. В 1897 году в деревне находились школа грамоты, хлебозапасный магазин, корчма.
С 8 декабря 1926 года центр Глиничского сельсовета Юровичского района Речицкого, с 9 июня 1927 года Мозырского округов. В 1929 году организован колхоз «Рассвет», работали кузница и ветряная мельница. Во время Великой Отечественной войны, в 1941 году оккупанты полностью сожгли деревню. На фронтах и партизанской борьбе погибли 152 жителя деревень Алексичского сельсовета.
С 1986 года центр Алексичского сельсовета. Центр колхоза «Ленинский путь». Размещены средняя школа, Дом культуры, библиотека, больница, отделение связи, магазин, мемориальный музей народного писателя БССР И. П. Мележа.
Решением Хойникского районного Совета депутатов от 29 сентября 2009 года № 36 «О преобразовании некоторых населённых пунктов Хойникского района в агрогородки» деревня Глинище преобразована в агрогородок Глинище.

## Население

### Численность
- 2024 год — 454 жителей

### Динамика
- 2024 год — 454 жителей

| 1999 | 2009 | 2019 | 2021 |
| ---- | ---- | ---- | ---- |
| 578  | ↘576 | ↘477 | ↗513 |

## Инфраструктура
- Глинищанское лесничество ГЛХУ «Хойникский лесхоз»[3]

## Транспорт
Транспортная связь по просёлочной, а затем по автодороге P35 Хойники — Мозырь.
В деревне 226 жилых домов (2004 год). Планировка складывается из криволинейной улицы, ориентированной с юго-востока на северо-запад, к которой на севере примыкает короткая, прямолинейная улица. Жилые дома преимущественно деревянные усадебного типа. В 1986—1990-х гг. годах построены кирпичные дома на 50 квартир, в которых были переселены жители с загрязнённых после катастрофы на Чернобыльской АЭС территорий.

### Улицы
- Борисовой
- Восточный переулок
- Колхозная
- Мележа
- Мира
- Новая
- Полесская
- Рабочая
- Садовая
- Советская
- Строительная

## Экономика
- КСУП «Имени И. П. Мележа»

## Культура
- Дом-музей имени И. П. Мележа — филиал Хойникского районного краеведческого музея.
- Музей ГУО «Глинищанская средняя школа имени И. П. Мележа»
- Глинищанский Центр досуга — Филиал ГУК «Хойникский районный Дом культуры»

## События и мероприятия
- 14 сентября 2024 года — отмечают День деревни.

## Достопримечательности
- В память о погибших земляках в годы Великой Отечественной войны в центре деревни установлена скульптура воина и стела (1975 год). Памятник землякам, погибшим в годы Великой Отечественной войны, оцифрован 8 мая 2025 года.
- 12 февраля 1983 году в д. Глинище был открыт Дом-музей имени И. П. Мележа[4] и установлен бюст.
- В память о пострадавших от аварии на Чернобыльской АЭС в 2008 году был установлен памятник. На его открытии присутствовал Президент Республики Беларусь А. Г. Лукашенко.
- В октябре 2021 года недалеко от Алексичи и Глинище обнаружен артефакт — старинный склеп[5][6][7][8].
- «Ганина» груша — место за деревней, где встречались герои романа И. П. Мележа «Людзі на балоце» Ганна и Василь. Расположено в семи верстах от агрогородка Глинище. Там находится небольшая, дворов на двадцать деревушка Коронёвка, описанная в романе «Людзі на балоце» как Курени.

## Известные уроженцы
- Иван Павлович Мележ — народный писатель Белорусской ССР, лауреат Ленинской премии